# Hipposideros orbiculus
Hipposideros orbiculus е вид бозайник от семейство Hipposideridae. Видът е застрашен от изчезване.

## Разпространение
Разпространен е в Индонезия и Малайзия.